# ماريو كارديناس
ماريو كارديناس (بالإسبانية: Mario Cárdenas)‏ (23 أغسطس 1993 في المكسيك - ) هو لاعب كرة قدم مكسيكي في مركز الهجوم. لعب مع سيمارونس دي سونورا ‏.

## وصلات خارجية
- ماريو كارديناس على موقع قاعدة بيانات كرة القدم.إي يو (الإنجليزية)
- ماريو كارديناس على موقع Soccerway.com (الإنجليزية)
- ماريو كارديناس على موقع عالم كرة القدم.نت (الإنجليزية)